# Mahino
Mahino este o comună din regiunea Tabou, Coasta de Fildeș.